# Reinhard C. Meier-Walser

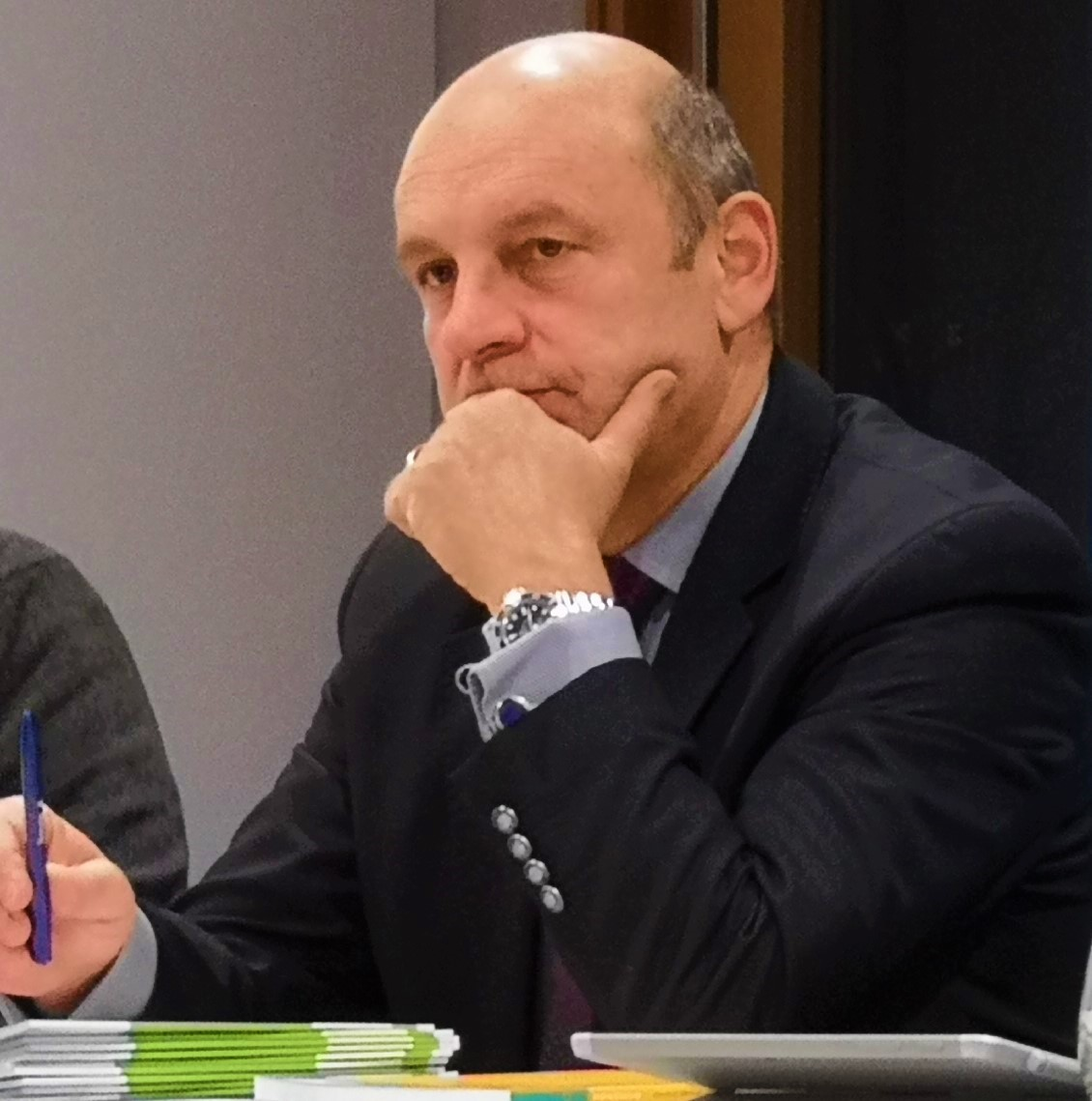
Reinhard Meier-Walser (2020)

Reinhard C. Meier-Walser (* 7. Mai 1957 in Steyr) ist ein deutscher Politikwissenschaftler.

## Leben und Wirken
Nach dem Abitur am Landschulheim Schloss Ising am Chiemsee studierte er ab 1977 Philosophie und Kunstgeschichte an der Leopold-Franzens-Universität Innsbruck, ab 1979 Politikwissenschaft, neuere Geschichte und Kommunikationswissenschaft an der Universität München. Im Anschluss daran war Meier-Walser Assistent von Gottfried-Karl Kindermann am Geschwister-Scholl-Institut für Politische Wissenschaften. 1988 folgte seine Promotion zum Dr. phil. mit summa cum laude über „Die Außenpolitik der monokoloren Regierung Klaus in Österreich, 1966–1970“. Nach einer Gastprofessur am Austin College, Texas, kehrte Meier-Walser 1995 nach Deutschland zurück, um die Leitung der Akademie für Politik und Zeitgeschehen der Hanns-Seidel-Stiftung in München sowie den Posten des Chefredakteurs der Politischen Studien zu übernehmen.
Meier-Walser ist Lehrbeauftragter für Internationale Politik am Geschwister-Scholl-Institut (seit 1988), an der Hochschule für Politik München (seit 1997) sowie am Institut für Politikwissenschaft der Universität Regensburg (seit 2003). Im Juli 2009 wurde er dort auch zum Honorarprofessor ernannt. Von 2018 bis 2020 war er Präsident der SRH Wilhelm Löhe Hochschule Fürth.